# Souax-West
Souax-West – osada (wijk) w miejscowości Souax w dystrykcie Bandabou, w kraju autonomicznym Curaçao, należącym do Holandii, w Ameryce Południowej. 20 października 2023 r. liczyła 1414 mieszkańców.  